# Дуже новорічне кіно, або Ніч у музеї
«Дуже новорічне кіно, або Ніч у музеї» (рос. Очень новогоднее кино, или Ночь в музее) — український новорічний фільм-мюзикл, який вийшов на екрани 31 грудня 2007 року на телеканалі Інтер. В основі сюжету комедія «Ніч у музеї» з Беном Стіллером.

## Сюжет
Студент-трієчник Вася Васильков (Володимир Зеленський) отримує на одну ніч від сторожа (Володимир Горянський) ключі від музею усіляких мистецтв. Головна вимога — всі експонати мають стояти на своїх місцях вранці. Але головний герой, звісно ж, не слухається настанов сторожа, тому поринає у вир чарівних пригод, зустрічаючи привидів (Андрій Данилко та Інна Білоконь), Казанову (Остап Ступка), Ассоль (Ані Лорак), Дракулу (Олександр Пономарьов), Сплячу красуню (Таїсія Повалій), Ромео (Володимир Ткаченко), Червону Шапочку (Аліна Гросу), Снігову королеву (Ірина Білик)…

## В ролях

### Головні персонажі
| Актор                | Роль               |
| -------------------- | ------------------ |
| Володимир Зеленський | Вася Васильков     |
| Андрій Данилко       | Привид             |
| Інна Білоконь        | Привид             |
| Володимир Горянський | Сторож             |
| Остап Ступка         | Казанова           |
| Борис Мойсеєв        | Король             |
| Ані Лорак            | Ассоль             |
| Таїсія Повалій       | Спляча красуня     |
| Ірина Білик          | Снігова королева   |
| Наталя Могилевська   | Жінка-вампір       |
| Євген Кошовий        | Нострадамус        |
| Олена Кравець        | Королева           |
| Ольга Горбачова      | Афродіта           |
| Олександр Пономарьов | Граф Дракула       |
| Серьога              | Бармен             |
| дует «Барселона»     | Ромео та Джульєтта |
| гурт «Авіатор»       | Три мушкетери      |
| гурт «НеАнгели»      | Бандитки           |
| Василь Бондарчук     | Алі-Баба           |
| Аліна Гросу          | Червона Шапочка    |
| Володимир Гришко     | Кощій Невмирущий   |
| Олександр Пікалов    | Стражник           |
| Денис Манжосов       | Арлекін            |

### Камео
Гайтана, Кузьма Скрябін, Олександр Малінін, Ігор Ніколаєв, Микола Басков, Валерій Меладзе, Лайма Вайкуле, Лоліта Мілявська, дует Настя Каменських та Потап.

### В епізодах
Наталя Сумська, Ігор Ліхута, Ганна Безлюдна, Лілія Гулей, Ганна Гомонай, Ліна Нерус, Руслан Сенічкін, Дарина Трегубова, Антон Середа, Костянтин Грубич, Даша Малахова, Жанна Тихонова, Костянтин Стогній, Савік Шустер, Євгеній Хоменок, Степан Казанін, Віталій Кличко та ін.

## Знімальна група
- Автори сценарію: Борис та Сергій Шефіри
- Режисер-постановник: Роман Бутовський
- Оператор-постановник: Юрій Щиренко
- Художник-постановник: Євген Пітенін
- Музичний продюсер: Володимир Бебешко
- Режисер на майданчику: Георгій Скомаровський
- Продюсери: Віктор Циба, Михайло Крупієвський
- Арт-директор: Євген Санніков
- Головний режисер: Ірина Іонова-Пілат
- Директор виробництва: Наталя Джунь-Шевченко
- Виконавчий продюсер: Катерина Шкуратова
- Генеральний продюсер: Ганна Безлюдна

## Пісні
Фільм включає в собі тринадцять пісень російською, дві пісні на початку та у кінці одночасно українською та російською, й дві пісні англійською, так і німецькою мовами.
- Наш сосед — всі ведучі та журналісти телеканалу Інтер
- Этот танец — Наталя Могилевська
- Dancing Lasha Tumbai — Вєрка Сердючка
- Особенный день — Ігор Ніколаєв
- Разгуляй — Потап і Настя
- Параллельные — Валерій Меладзе
- Сны — Лоліта
- Тебе одной — Микола Басков
- Пусть вам повезёт в любви — Таїсія Повалій
- Две минуты — Лайма Вайкуле
- Девочка-звезда — Гайтана
- Короли и шуты — Борис Мойсеєв
- Зеркала — Ірина Білик
- В лесу родилась ёлочка — Авіатор, Аліна Гросу, дует «Барселона», Василь Бондарчук, Ольга Горбачова, НеАнгели
- Ніченькою темною — Олександр Пономарьов
- Kiss please — Вєрка Сердючка
- Семь ветров — Ані Лорак
- Пока часы 12 бьют — Всі зірки

## Номінації
- Фільм-мюзикл «Дуже новорічне кіно, або Ніч у музеї» був номінантом у категорії краща «Музична програма» премії «Телетріумф» у 2008 році[1].